# George Wada
和田 丈嗣
George Wada (和田 丈嗣, Wada Jōji) est un producteur de série d'animation japonaise au sein du studio Production I.G et le président de sa filiale Wit Studio. Il est notamment connu pour les œuvres Guilty Crown et L'Attaque des Titans.